# Porta el teu propi aparell
Porta el teu propi aparell, en anglès bring your own device (BYOD) —també conegut com a bring your own technology (BYOT), bring your own phone (BYOP), i bring your own Personal Computer (BYOPC)— es refereix al mètode que permet que els empleats puguin portar els seus dispositius mòbils (portàtils, tauletes tàctils i telèfons intel·ligents) als seus llocs de treball, per tal d'utilitzar-los per accedir a la informació de l'empresa i als seus programes.
 Aquest mètode també s'utilitza en l'àmbit educatiu aplicat als estudiants qui utilitzen els seus dispositius per utilitzar programes com Kahoot!
BYOD està entrant de forma molt significativa en l'àmbit empresarial, aproximadament el 75% de treballadors de mercats en creixement com Brasil i Rússia utilitzen aquesta tendència, i un 44% de mercats ja desenvolupats, els seus treballadors porten els seus dispostius a la feina. Les enquestes deixen entreveure que les empreses que aposten per aquest mètode, actualment ja són incapaces de tirar marxar enrere. Una altra enquesta mostra que al voltant del 95% dels treballadors declaren que com a mínim utilitzen un dispositiu personal per treballar.

## Història
El terme BYOD va ser utilitzat per primera vegada al 2009, cortesia de l'empresa Intel quan va permetre que els seus treballadors portessin a la feina els seus dispositius (és a dir, telèfons intel·ligents, tauletes i ordinadors portàtils) per treballar i connectar-los a la xarxa corportativa. No obstant, van haver d'esperar fins principis de 2011 abans que aquest nou terme rebés la importància real, això va ser quan proveïdors de serveis Unisys i el proeveïdor de programari Citrix System van començar a compartir les seves percepcions sobre aquesta tendència emergent. BYOD s'ha caracteritizat com una “empresa de consum” en la qual les empreses es barregen amb els consumidors. Així doncs, es tracta d'un canvi de rols on les empreses van aprofitar la força d'aquesta nova tendència i la seva innovació tecnològica pel que fa al consumidor. This is a role reversal in that businesses used to be the driving force behind consumer technology innovations and trends.
Al 2012, la USA Equal Employment Opportunity Commission va crear la política BYOD, però molts treballadors continuaven utilitzant les seves BlachBerrys facilitades pel govern a causa de les preocupacions sobre la facturació, i la manca de dispositius alternatius.

## Noves tendències
La proliferació de dispositius com ara les tauletes tàctils o els telèfons intel·ligents, que actualment són molt utilitzats per les persones en la seva vida diària, ha donat lloc a què una sèrie d'empreses, com IBM, permeti que els seus treballadors portin els seus propis dispositius a la feina degut a l'augment de la productivitat i l'estalvi de costos. En un primer moment, la idea va ser rebutjada arran de preocupacions de seguratat, però cada vegada hi ha més empreses que estan incorportant les polítiques de BYOD, un 95% dels qui van respondre l'enquesta BYOD realitzada per Cisco, van afirmar que ja permetien el mètode BYOD a la seva empresa o bé que ho estaven considerant per dona suport a aquesta possibilitat.
Aquesta nova tendència també evita d'estar seguint el ritme constant del mercat de les noves tecnologies, que durant els últims anys s'ha convertit en un desafiant complex i constant creixement.

## Informació rellevant
L'Orient Mitjà té una de les taxes d'adopció d'aquesta tendència més altes (al voltant del 80%) de tot el món al 2012.
Segons les investigacions realitzades per Logicalis, els mercats més alts de creixement (incloent Brasil, Rússia, Índia, UEA i Malàisia) demostren una propensió molt més gran a utilitzar el seu propi dispositiu a la feina. Gairebé el 75% dels usuaris d'aquests països així ho van demostrar en comparació al 44% dels mercats ja desenvolupats.
Al Regne Unit, l'enquesta CIPD Employee Outlook 2013 va revelar variancions importants en les empreses on el BYOD és present.

## Avantatges
Diferents informes han demostrat l'augment de la productivitat dels treballadors. Empreses com Workspot creuen que el mètode BYOD pot ajudar els empleats a ser més productius.Altres diuen que la moral i la comoditat dels empleats augmenta mitjançant l'ús dels seus propis dispositius i fa que l'empresa es vegi com un patró flexible i atractiu. Molts senten que el BYOD fins i tot pot ser un mitjà per atraure nous treballadors, una enquesta apunta que el 44% dels qui busquen feina veuen l'organització més positiva si és compatible amb l'ús del mètode BYOD.
Algunes empreses estan adoptant BYOD més ràpid que altres. Un estudi recent realitzat per Cisco evidencia que les empreses de làmbit educatiu són les que tenen el percentatge més alt de persones que utilitzen el BYOD a la feina amb un 
Un estudi per IBM diu que el 82% dels empleats creu que els telèfons intel·ligents tenen un paper crític en els negocis. L'estudi també mostra els beneficis del BYOD inclouen l'augment de la productivitat, la satisfacció dels empleats, i estalvi de costos per a l'empresa. L'augment de la productivitat prové del fet que els usuaris se senten més còmodes amb el seu dispositiu personal; ser un usuari expert fa que la navegació sigui més fàcil en el teu dispositiu, fet que augmenta la productivitat. A més, els dispositius personals són sovint més d'avantguarda. La satisfacció dels empleats i la satisfacció laboral, es produeix amb el mètode BYOD, permetent a l'usuari utilitzar el dispositiu que ell ha seleccionat com el seu propi enlloc d'utilitzar un que ha seleccionat l'empresa. També els permet portar un sol dispositiu enlloc d'un per al treball i un altre per a l'ús personal. L'empres pot tenir un estalvi de costos important, ja que no serien l'encarregada de subministrar a cada empleat un dispositiu, tot i així, això encara no és una garantia.
Una enquesta recent realitzada per CISCO posa el BYOD en perspectiva. Si els treballadors proporcionen un entorn complet de BYOD, l'empresa pot estalviar $ 1650 per empleat per any. Un entorn de "integral" és compatible amb la seguretat de l'empresa mitjançant l'ús de l'autenticació i polítiques de seguretat i permet als empleats triar els seus dispositius. Fins i tot, en un entorn de base de BYOD (on es permet BYOD però no de forma obligatòria i no s'implementen polítiques estandarditzades) les empreses poden estalviar $ 300 per any per empleat.. Si voleu calcular la quantitat de diners que el seu negoci podria estalviar al afegir-se al mètode BYOD, utilitzeu Cisco’s BYOD Assessment Tool.

## Inconvenients
Tot i que la capacitat de permetre que el personal treballi en qualsevol moment des de qualsevol lloc i mitjançant qualsevol dispositiu ofereix beneficis reals; també porta riscos significatius. Per assegurar que la informació no acabar en mans equivocades, és imprescindible què les empreses posin mesures de seguretat. D'acord amb una enquesta de IDG, més de la meitat dels 1.600 alts de seguretat informàtica i tecnologia, informen de greus violacions d'ús de dispositius mòbils personals.
Sorgeixen diversos riscos del mètode BYOD, i organismes com el UK Fraud Advisory Panel encoratgen a les organitzacions a considerar aquests i adoptar una política BYOD.
La seguretat BYOD està fortament relacionat amb problemes de connexions finals, en el qual un dispositiu s'utilitza per accedir a ambdues xarxes/serveis sensibles i de risc d'emissió organitzacions amb aversió al risc de serveis específicament per a l'ús d'Internet (això es denomina Inverse-BYOD).
BYOD ha donat lloc a violacions de dades. Per exemple, si un treballador utilitza un telèfon intel·ligent per accedir a la xarxa de l'empresa i després perd el telèfon, si el troba una entitad de poca confiança podrien recuperar les dades sense garatia al telèfon. Un altre tipus d'infracció de seguretat es produeix quan un empleat deixa l'empresa, com no han de tornar el dispositiu, de manera que les aplicacions d'empresa i altres dades encara poden estar presents en el seu dispositiu.
D'altra banda, la gent a vegades venen els seus dispositius i podrien oblidar-se d'esborrar la informació sensible abans de vendre el dispositiu. Diversos membres de la família sovint comparteixen certs dispositius com ara tauletes tàctils; un nen pot jugar en la seva tauleta o dels seus pares, i sense voler compartir contingut confidencial per correu electrònic o per altres mitjans, com ara Dropbox.
Els departaments de seguretat de tecnologia informàtica que vulguin supervisar l'ús de dispositius personals s'han d'assegurar que només controlen les activitats o activitats que accedeix a les dades o la informació de l'empresa relacionades amb el treball.
Les empreses que vulguin adoptar una política BYOD també han de considerar com garantiran que els dispositius que es connectin a la xarxa de l'empresa puguin accedir a informació sensible i alhora que estiguin protegits contra el malware.
Tradicionalment, si el dispositiu era propietat de l'organització, aquesta era capaç de dictar fins on el dispositiu es podia utilitzar o en quins llocs públics es podia accedir. Una empresa normalment pot permetre que els usuaris utilitzin els seus propis dispositius per connectar-se a Internet des de llocs públics o privats. Els usuaris poden ser susceptibles d'atacs procedents de la navegació sense lligams o potencialment podrien tenir accés als llocs menys segurs o compromesos que puguin contenir material nociu i posar en perill la seguretat del dispositiu.
Els creadors de software i fabricants de dispositius constantment els alliberen de múltiples amenances que rep el malware. Els departaments de tecnologia informàtica que utilitzen polítiques BYOD han d'estar preparats amb els sistemes necessaris i preocediments que hauran d'aplicar plegats per protegir els sistemes contra les possibles vulnerabilitats que poden sofrir els diversos dispositius dels usuaris. Per anar bé, aquests departaments han de tenir sistemes àgils que puguin adoptar ràpidament el suport necessari per als nous dispositius. El suport a una àmplia gamma de dispositius, òbviament, porta una gran càrrega administrativa. Organitzacions sense una política BYOD tenen el benefici de seleccionar un petit nombre de dispositius per donar suport, mentre que les organitzacions amb una política BYOD també podrien limitar el nombre de dispositius compatibles, però això podria invalidar l'objectiu de permetre als usuaris la llibertat de triar per complet el seu dispositiu de preferència.
Diversos mercats i polítiques han sorgit per fer front als problemes de seguretat BYOD, incloent la gestió de dispositius mòbils (MDM), contenidors i la virtualització d'aplicacions.
Mentre MDM proporciona a les empreses la capacitat de controlar les aplicacions i contingut en el dispositiu, la investigació ha posat de manifest diferents controversies relacionades amb la privacitat i la usabilitat dels empleats. També han sorgit problemes de responsabilitat corporatives quan les empreses netegen els dispositius que les empreses han deixat als treballadors.
Una qüestió clau del BYOD que sovint es passa per alt és el problema amb el número telefònic dels telèfons intel·ligents, i d'aquí se'n deriva una qüestió de propietat. El problema es fa evident quan els empleats de vendes o altres papers de cara al client deixen l'empresa i prenen el seu número de telèfon amb ells. Els clients que truquen a aquell númeria estarien trucant als empreses competidores de l'àmbit que poden conduir a la pèrdua de negoci per a les empreses BYOD.
Una investigació internacional revela que només el 20% dels empleats han signat una política BYOD.
És més difícil per l'empresa gestionar i controlar les tecnologies de consum i assegurar-se que satisfan les necessitats de l'empresa. Les empreses necessiten un sistema de gestió d'inventari eficient que mantingui un registre dels empleats que estan utilitzant dispositius, on es troba el dispositiu, si s'està utilitzant i amb quin programari està equipat.Si un dispositiu d'un empleat del govern dels EUA disposa de dades sensibles, reservades o criminals, el dispositiu està subjecte a la seva confiscació.
El USMC està tractant d'externalitzar els requisits de seguretat de la seva política BYOD a les companyies comercials, com ara Sprint, Verizon i AT & T.
Una altra qüestió important sobre el BYOD és l'escalabilitat i la capacitat. Moltes organitzacions avui en dia no tenen infraestructura de xarxa adequades per gestionar el gran trànsit que es genera quan els empleats comencen a utilitzar diferents dispositius al mateix temps.
Avui en dia, els empleats utilitzen els seus dispositius mòbils com a dispositius primaris i exigeixen un rendiment a què estan acostumats. Antincs telèfons intel·ligents no utilitzaven gran quantitat de dades i era fàcil per a LAN sense fils gestionar aquesta quantitat de dades, però avui en dia els telèfons intel·ligents poden tenir accés a les pàgines web tan aviat com la majoria d'ordinadors, diferents aplicacions, i per tant, s'ha d'augmentar la infraestructura WLAN.
Finalment, hi ha confusió pel que fa al reemborsament per l'ús d'un dispositiu personal. Una decisió judicial recent a Califòrnia indica la necessitat de reemborsament si un empleat està obligat a utilitzar el dispositiu personal per al treball. En altres casos, les empreses poden tenir dificultats per navegar per les conseqüències fiscals de reemborsament i les millors pràctiques relacionades amb el reemborsament per l'ús de dispositius personals.

## Personally owned, company enabled (POCE)
Un dispositiu de propietat personal és qualsevol dispositiu de tecnologia que va ser comprat per un particular i no va ser expedit per l'empresa. Un dispositiu personal inclou qualsevol tecnologia portàtil com la càmera, unitats flash USB, dispositius sense fil mòbils, tauletes, ordinadors portàtils o qualsevol PC de sobretaula.
L'agència mantindrà el control de gestió i autoritzarà l'ús de dispositius personals i elaborarà directrius per definir el què poden realitzar els treballadors amb els seus dispositius, els tipus de dispositius que poden utilitzar, i a quines aplicacions i dades es pot accedir, processar o emmagatzemar.

## Corporate owned, personally enabled (COPE)
Com a part de la mobilitat empresarial, un enfocament alternatiu, són dispositius habilitats personalment per propietat de l'empresa (COPE). Amb aquesta política l'empresa compra els dispositius per proporcionar als seus empleats; la funcionalitat d'un dispositiu privat està habilitat per permetre l'ús personal.
La companyia manté tots aquests dispositius de manera similar per simplificar la seva gestió; l'empresa tindrà permís per eliminar de forma remota totes les dades en el dispositiu sense penalització i sense violar la privacitat dels seus empleats.